# HC Haarlem
Hockeyclub Haarlem, kortweg H.C. Haarlem of gewoon Haarlem, is de grootste hockeyvereniging uit de gemeente Haarlem. De club is opgericht op 1 september 1932 als dameshockeyclub Hurry Up. Nu is de familieclub uit Haarlem een groeiende hockeyclub die recreatiehockey biedt aan jong en oud, jongens en meisjes. Het eerste herenelftal speelt in de Eerste klasse A en het eerste dameselftal in de Tweede klasse A.
H.C. Haarlem speelt sinds het seizoen 1972/1973 haar wedstrijden op het sportpark Vergierdeweg. Deze accommodatie deelt zij nu met Aurora en VV Schoten. De club heeft de beschikking over een zandingestrooide kunstgrasvelden, 2 waterveld kunstgras en zes tennisbanen.

## Geschiedenis

### Oprichting
Op het Sander instituut, gelegen op de hoek van de Haarlemse Baan en Badhuisstraat, beoefende een aantal katholieke jongedames rond 1930 zaalgymnastiek. Deze activiteit vond plaats in het kader van het Rosa-Patronaat een katholieke sociale instelling met de spreuk: “In een gezond lichaam huist een gezonde ziel”. De dames wilde op zondagmiddag ook buiten sporten en besloten te gaan hockeyen. Onder leiding van Juffrouw Paats werd een sportveldje gezocht en in 1931 werd de Kleverlaan als speelveldje gevonden. Na een jaar trainen werd besloten om een hockeyclub op te richten om zo ook wedstrijden te kunnen spelen.
Op 1 september 1932 werd het damesclubje Hurry Up opgericht. Er waren zestien mensen lid van de club voor een contributiebedrag van vijf gulden vijftig per jaar. Naar goed gebruik werd de club lid van de katholieke hockeybond en speelde haar wedstrijden voor de oorlog eerst op een klein “schopveldje” aan de Zeeweg en later op de Kleverlaan. De club nam wegens financiële redenen nog niet deel aan een competitie. Inschrijving bij de Nederlandse Dames Hockeybond (NDHB) was met 150 gulden simpelweg te duur.
De eerste wedstrijd tegen een lid van de NDHB was in september 1933 uit tegen HBS. Deze wedstrijd werd door de Haarlemse dames met 2-1 gewonnen. In 1935/1936 kon gedacht worden aan competitiehockey, dat is de reden dat de club verhuist naar de Zeeweg omdat het veld op de Kleverlaan niet geschikt was voor de competitie. De club nam voor 22,50 gulden deel aan de competitie van de Rooms-katholieke dames hockeybond, ondanks dat zeker niet alle 26 Hurry Up leden katholiek waren. Hurry Up bleek een ware succesclub want vanaf 1935 werd zij vier keer op rij bondskampioen.
In 1939 wilde Hurry Up al toetreden tot de NDHB, dit was echter niet mogelijk omdat twee teams de club moest voordragen. BDHC wilde dit wel doen maar HBS weigerde, na een half jaar werd Rood-Wit bereid gevonden HC Haarlem voor te dragen maar dat was niet meer nodig want de competitie was inmiddels begonnen. Voor het seizoen 1940/1941 trad Hurry Up wel toe tot de NDHB, omdat er al een Hurry Up was veranderde zij haar naam in Ever Swift. Ever Swift startte in de Vierde klasse en werd meteen ongeslagen kampioen met een doelpuntsaldo van 87-2. Het seizoen erna schreven de Haarlemse meiden zelfs twee elftallen in bij de Bond. De dames van Ever Swift werden ook meteen derde in de Derde Klasse, het tweede team promoveerde ook naar de Derde klasse. Het jaar erop promoveerde het eerste dameselftal zelfs naar de Tweede klasse. Toen stopte alles vanwege de Oorlog.

### Na de oorlog
Na de Tweede Wereldoorlog werd Ever Swift nieuw leven ingeblazen en meteen lid van de KNHB. De speellocatie werd verplaatst naar de Kleverlaan. Er waren nog maar weinig mensen lid, daarom werd in 1948 besloten ook een herenafdeling op te richten. In de jaren vijftig speelde beide teams afwisselend in de Tweede en Derde klasse. Om dit vol te blijven houden werd in 1954 een jeugdafdeling opgericht.
De club wilde haar leden beter aan zich binden om zo de concurrentie met de omliggende clubs aan te gaan en nam daarom twee maatregelen. Ever Swift lanceerde een clubblad, Swift Heraut en er kwamen speciale feestavonden. De club groeide gestaag en de dames en heren 1 werden een constante factor in de Derde Klasse er zat geen sportieve groei meer in. In 1963 kwam er, onder redactie van Jos Zeegers en Andre d’Herripon, een clubblad voor de jeugd, het Stickklemmetje. Eind jaren zestig begint Ever Swift met de bouw van een eigen clubhuis op de Vergierdeweg. Vlak voor de verhuizing speelt zij dan ook tijdelijk op het Van der Aart sportpark. Met de verhuizing verandert ook de naam van Ever Swift naar Hockeyclub Haarlem. Op het nieuwe complex volgde een succesvolle start van HC Haarlem in het nieuwe clubhuis waar de club uitgroeide naar 400 leden. De beide clubblaadjes werden gebundeld in het nieuwe clubblad Stickstof.

### Jaren negentig tot nu
In de jaren negentig begint HC Haarlem met nog steeds 400 leden achter te lopen op de andere hockeyclubs in de regio. Er werd besloten de velden te vernieuwen. De vijf grasvelden werden vervangen door twee kunstgrasvelden. De club begon weer langzaam met groeien. In 1998 werd de dames 1 van Haarlem onder leiding van Chiel-Jan Delis kampioen van de Derde Klasse. De heren 1 volgde snel, onder leiding van coach André D’Herripon promoveerde zij twee jaar op rij en speelde in het seizoen 2000/2001 zelfs Eerste klasse. Het jaar daarop volgde weliswaar degradatie maar sindsdien speelde Haarlem wel stabiel in de Tweede Klasse. De dames 1 kon het succes niet vasthouden en degradeerde als gevolg van een leegloop twee keer en kwam uit in de Vierde klasse.
De afgelopen jaren zijn echter grote stappen gezet. Zo lukte het de club drie keer een meisjes A team in de topklasse te krijgen. Dit succes sloeg over op de dames 1 die vanaf 2005 vanuit de Vierde klasse weer terugkeerde in de Tweede klasse. Ook de heren 1 promoveerde in 2010 terug naar de Eerste Klasse, wat gevierd kon worden in het nieuwe clubhuis dat er sinds 2009 staat. Met ingang van het seizoen 2010/2011 heeft de club er een derde kunstgrasveld bij en bijna 900 leden. De heren 1 speelde zich in het seizoen 2010/2011 veilig in de Eerste klasse, door op de laatste speeldag in een onderling duel van Alliance te winnen. De handhaving is nog nooit eerder gepresteerd door een ander Haarlem team. Vanaf 2011/2012 speelt zij met een nieuw clublogo. Heren 1 dat in 2023 degradeerde naar de 3de klasse, kwam daar in 2025 weer uit door het behalen van kampioenschap derde klasse in 2025. 

## Logo en kleuren
De eerste wedstrijd van Hurry Up werd gespeeld in een wit shirt en een zwarte rok. Later werd de kleur grijs. Bij deelname aan de competitie werd gekozen voor een wit shirt en een blauwe rok.
Na de Tweede Wereldoorlog kon dit niet meer omdat er al een Amsterdams team in deze kleuren speelde. Er werd gekozen voor een wit shirt met een bruine rok of broek, in de jaren zestig was nog wel geprobeerd het witte shirt te veranderen in een groen shirt, maar dat leek te veel op Alkmaar en de KNHB wees het verzoek af. Eind jaren negentig stapt HC Haarlem over van het wit bruine tenue naar een blauw rood tenue. Met de keuze voor deze kleuren blijft de club niet alleen qua naam maar ook qua kleuren dicht bij HC Haarlem.
Het logo van Hurry Up was een schild met de naam Hurry Up erop met twee sticks en een hockeybal. Bij het logo van Ever Swift verdween de hockeybal en maakte plaats voor de letters E.S.
Het eerste Logo van Hockeyclub Haarlem was een kroontje met daarachter de letters Hockeyclub in het wit (zwart omlijnd) en HC Haarlem in bruine letters. In de jaren negentig komt er een nieuw logo met de sticks en de bal uit het Hurry Up en Ever Swift logo. De kleuren zijn die van het nieuwe tenue. Op het shirt dragen de spelers links op de borst het gemeente logo. Het nieuwe HC Haarlem logo grijpt ook terug op de oude logo’s van de club. Het gemeente wapen zit hierin ook verwerkt. Op de rechtermouw van het tenue zit vanaf het seizoen 2011/2012 ook een respect logo verwerkt met de tekst “Respect let’s Play”. Ook worden er voor het eerst standaard trainingspakken geleverd door Adidas. Voor de mannen is het een blauw pak en voor de vrouwen een rood pak

## Jeugd
HC Haarlem heeft vanaf 1954 jeugdteams. De beste prestatie in de jeugd is het spelen van topklasse. Momenteel spelen alle eerste meisjesjeugdteams Eerste klasse net als de jongens A1. De club telt in het seizoen 2010/2011 52 jeugdteams.

## Erelijst

### Heren 1
Kampioen Derde Klasse: 1970, 1999, 2025.

Kampioen Tweede Klasse: 2000.

### Dames 1
Kampioen Katholieke bondscompetitie: 1936, 1937, 1938, 1939.

Kampioen Vierde klasse: 1941, 1970.

Kampioen Derde Klasse: 1943, 1998, 2002, 2009.